# Joshua Dunkley-Smith
Joshua Dunkley-Smith, född den 28 juni 1989 i East Melbourne i Australien, är en australisk roddare.
Han tog OS-silver i fyra utan styrman i samband med de olympiska roddtävlingarna 2012 i London.
Vid de olympiska roddtävlingarna 2016 i Rio de Janeiro tog han silver i fyra utan styrman.